# Dariusz Krzysztof Zawiślak
Dariusz Krzysztof Zawiślak (n. 25 iulie 1972, Varșovia, Polonia) este un designer grafic⁠(d), scenograf, scenarist, regizor, producător de film și televiziune polonez. Este membru fondator al Academiei Poloneze de Film⁠(d) (în poloneză: Polska Akademia Filmow) și membru al Academiei Europene de Film.

## Biografie
Zawiślak a absolvit Facultatea de Regie Dramatică și Studii Teatrale a Academiei de Teatru „Aleksander Zelwerowicz” din Varșovia și la Facultatea de Producție a Școlii Naționale de Film, Televiziune și Teatru „Leon Schiller” din Łódź. A obținut titlul de doctor în arte la Academia de Arte Frumoase din Gdańsk (în poloneză: Akademia Sztuk Pięknych w Gdańsku). Titlul tezei sale de doctorat a fost „Deconstruirea lui Woody Allen”.

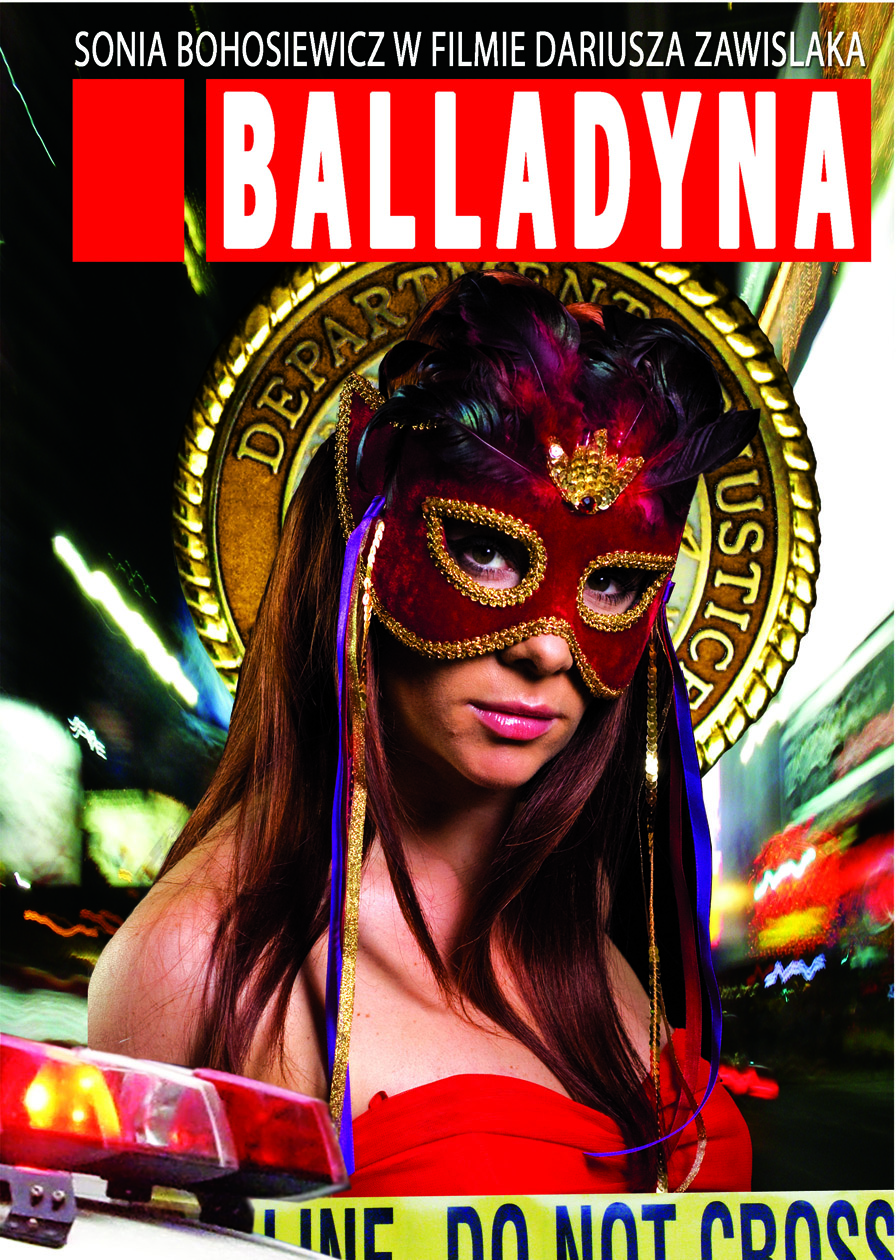
Afișul filmului Balladyna din 2009

Și-a început cariera regizând drame și scurtmetraje. A devenit unul dintre distribuitorii polonezi privați de filme. A fost director general al Adyton International și producător și regizor independent. La începutul carierei, a condus mai multe cinematografe din Varșovia și primul cinematograf drive-in din Polonia. A fost organizatorul Festivalului Internațional de Film de Groază (Międzynarodowego Festiwalu Filmów Grozy). A colaborat la organizarea primelor ediții ale Festivalului Vedetelor din Międzyzdroje. În calitate de editor muzical, a fost producătorul cântecului de Crăciun „Kto wie?” interpretat de trupa DeSu. Promovează literatura poloneză pentru copii în întreaga lume ca editor internațional al cărților Mariei Krüger. El a candidat din partea Seimului și Senatului pentru Consiliul Național al Audiovizualului (în poloneză: Krajowa Rada Radiofonii i Telewizji) și a primit o recomandare pozitivă din partea Comisiei de cultură a Seimului. Ca un candidat independent pentru Senat la alegerile din 2005, a primit peste 33.000 de voturi.

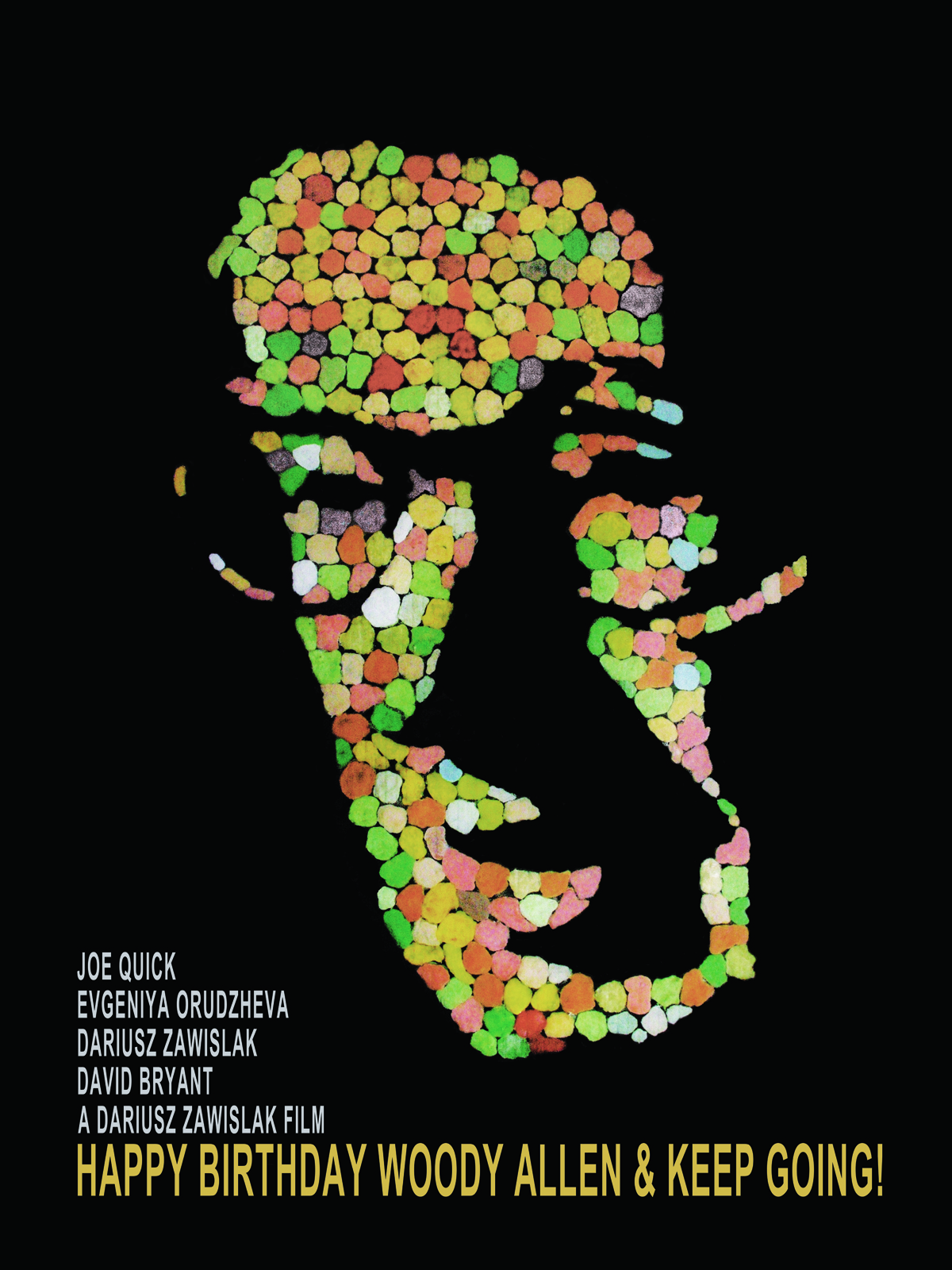
Afișul filmului Happy Birthday Woody Allen & Keep Going (2012)

Cu ocazia aniversării a 200 de ani de la nașterea lui Juliusz Słowacki, a produs și regizat filmul thriller polono-american Balladyna, cu Faye Dunaway în rolul principal. A publicat cartea de benzi desenate Balladyna și, împreună cu actrițele Katarzyna Kreczmer și Anna Gorajek, a înregistrat o carte audio care conține o lectură a dramei cu scopul unei montări contemporane. La 22 noiembrie 2010 a lansat o galerie virtuală, care și-a inaugurat activitatea cu o serie de panouri politice intitulate „Comorile culturii”. Pe aceste panouri au fost prezentați, printre alții: Donald Tusk, Jarosław Kaczyński, Lech Wałęsa, Bronisław Komorowski, Aleksander Kwaśniewski, Jerzy Buzek, Janusz Palikot, Wojciech Olejniczak – în total peste douăzeci de grafice. La o săptămână după deschiderea galeriei, panourile au fost prezentate în cadrul conferinței internaționale: „Economia culturii” co-organizată de Institutul Adam Mickiewicz, Centrul Național pentru Cultură, Fundația Pro Cultura și SWPS.
În 2012, pentru a sărbători a 77-a aniversare a nașterii lui Woody Allen, a regizat și produs filmul de comedie Happy Birthday Woody Allen and Keep Going, filmul a avut premiera la 1 decembrie. Un an mai târziu, a inaugurat oficial Piața Woody Allen pe strada Spokojna nr. 15 din Varșovia. La 6 iunie 2014, a prezentat în piață următoarele lucrări: Deconstructing Woody Allen, The Sky Over The Bronx December 1st 1935 10:55 pm, Rockaway Beach 10!, Contemporary Zelig, Self Control și Heart în cadrul expoziției Kissing Zone.
În 2018 a preluat funcția de director al Festivalului de Teatru de Televiziune Poloneză de la New York, organizat sub patronajul Mareșalului Senatului Republicii Poloneze și al Consulului General al Republicii Poloneze la New York.

## Filmografie

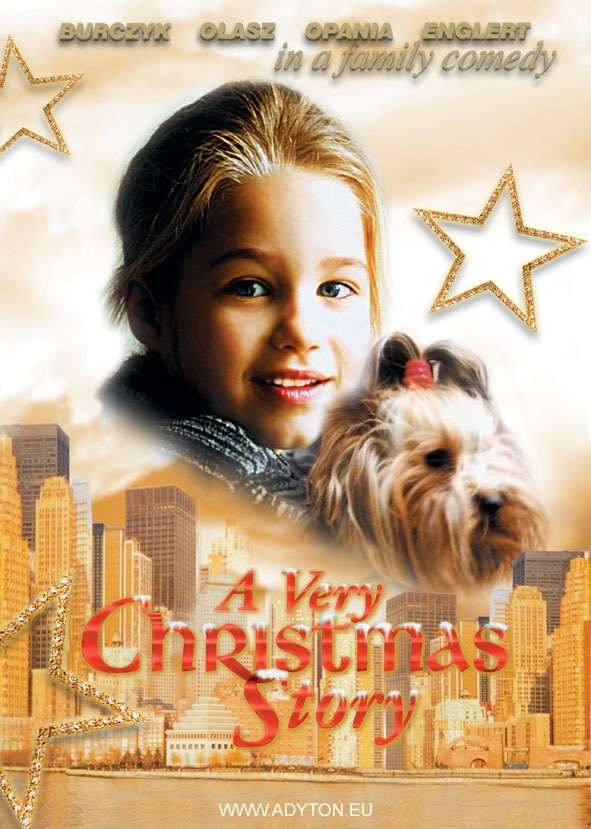

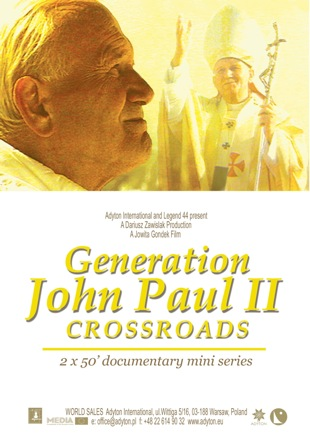

- 1990: Time of Dream (Czas Snu) – scurtmetraj ca regizor și producător
- 1993: Druciana parasolka (The Umbrella) – scurtmetraj ca regizor și producător
- 1999: Titanic – producător al versiunii în limba poloneză și vocea Căpitanului[16][17][18]
- 2000: Świąteczna przygoda (A Very Christmas Story) – scriitor, regizor și producător[17][18][19][20][21][22][23]
- 2007: Oczyma Pokolenia '78. Pontyfikat Jana Pawła II (Prin ochii generației '78. Pontificatul lui Ioan Paul al II-lea)  film documentar – ca producător[24][25]
- 2008: Karolcia i magiczny koralik (Caroline & Magic Stone) (producător)[17][16][18]

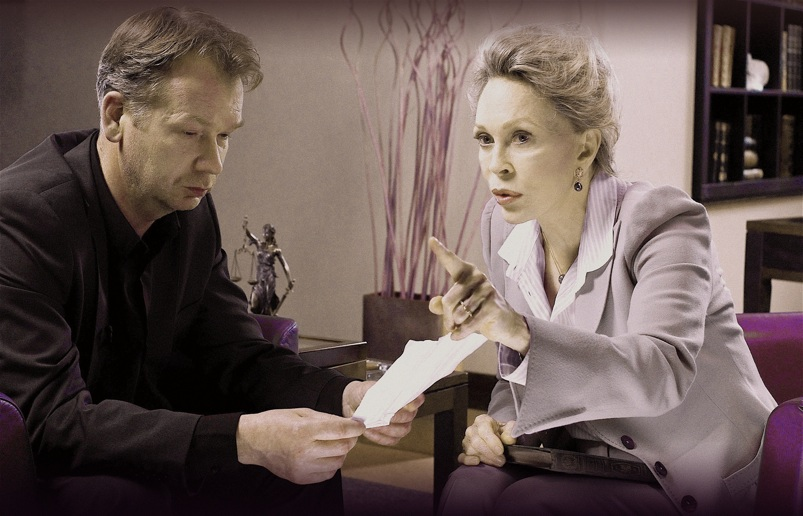
Faye Dunaway & Mirosław Baka, în Balladyna,regia Dariusz Zawiślak

- 2009: Balladyna (The Bait) – scenarist, regizor, producător, director artistic. Un film bazat pe drama lui Juliusz Słowacki, cu participarea, printre altele, a câștigătoarei Premiului Oscar și Globul de Aur Faye Dunaway[16][17]
- 2012: Happy Birthday Woody Allen & Keep Going! – ca scriitor, regizor și producător